# Oxycodone
L'oxycodone, dihydrohydroxycodéinone, ou dihydro-oxycodéinone, est un antalgique stupéfiant très puissant dérivé de la thébaïne. Il appartient à la famille des opioïdes. Développé en 1916 en Allemagne, il est prescrit pour soulager les douleurs modérées et sévères sous la dénomination commerciale, entre autres, d'OxyContin. Il peut induire une dépendance physique et psychologique intense.

## Chimie
L'oxycodone se présente sous la forme d'une poudre blanche cristalline, inodore, dérivée d'un alcaloïde polysynthétique de l'opium : la thébaïne. La structure chimique de l'oxycodone est le méthyléther de l'oxymorphone : 3-méthyl-oxymorphone. On pourrait le décrire comme 14-hydroxy-codéinone. Sa biodisponibilité va jusqu'à 87 % (per os).
On le rencontre en général sous forme de chlorhydrate d'oxycodone.

### Synthèse
Cette molécule est synthétisée à partir de la thébaïne. Elle est semblable à la codéine, mais plus puissante et avec un potentiel de dépendance plus élevé.

Structure chimique de la codéine

## Législation
Il est répertorié comme stupéfiant.
En France, la prescription de l'OxyContin et de l'Oxynorm est limitée à 28 jours, en toutes lettres sur ordonnance sécurisée.
À la fin des années 1990 aux États-Unis, l'OxyContin est au cœur d'un grand scandale sanitaire baptisé la crise des opioïdes qui sur la seule année 2017 aurait entrainé la mort de 64 000 personnes. L'explosion d'addictions et de morts par surdose est due à la prescription massive de cette molécule ou de voisines. Ces prescriptions font suite aux recommandations de plus de 700 « visiteurs médicaux » envoyés par Purdue Pharma depuis 1996 pour diffuser l'OxyContin hors de son domaine initial d'application (malades du cancer en phase terminale et chirurgie lourde). Aucun des procès menés par des États contre Purdue Pharma (principal diffuseur avec Mundipharma de l'OxyContin) n'a abouti à une condamnation, des arrangements financiers à l'amiable ayant systématiquement été trouvés en dehors des procès, à l'exception d'un procès intenté par le gouvernement fédéral des États-Unis en 2007, à l'issue duquel ils sont condamnés à une amende de 635 millions de dollars pour publicité mensongère.

## Pharmacologie
L'oxycodone est un agoniste opioïde pur dont l'action thérapeutique principale est l'analgésie. Les autres membres les plus connus de la classe des agonistes des opioïdes sont la morphine, l'hydromorphone, le fentanyl, la codéine et l'hydrocodone. Leurs effets pharmacologiques sont l'euphorie, le sentiment de relaxation, la dépression respiratoire, la constipation, le myosis, l'anxiolyse et la suppression de la toux, aussi bien que l'analgésie. Comme tous les analgésiques agonistes des opioïdes, l'augmentation des doses augmente l'analgésie, à la différence des analgésiques mélangés agonistes/antagonistes ou non-opioïdes pour lesquels il existe une limite à l'effet analgésique malgré l'augmentation des doses. L'oxycodone n'a aucune dose maximum définie. Le plafond de l'efficacité analgésique est imposé seulement par les effets secondaires, les plus sérieux pouvant aller de la somnolence à la dépression respiratoire dont l'issue est souvent mortelle.

## Surdosage
Le surdosage d'oxycodone provoque une dépression du système nerveux central allant de la somnolence jusqu'à une dépression respiratoire pouvant mener au coma et aboutir à une issue fatale. En cas d'association avec de l'alcool ou d'autres dépresseurs du système nerveux central comme les benzodiazépines et les barbituriques, le risque de surdosage mortel est particulièrement important.

## Utilisation médicale
En France, l'utilisation d'oxycodone est indiquée pour les douleurs intenses ou rebelles aux antalgiques de niveau inférieur et surtout réservée au traitement des douleurs cancéreuses. Depuis septembre 2012, l'oxycodone est autorisée pour certaines douleurs sévères non cancéreuses. On estime par convention que l'oxycodone est deux fois plus puissante que la morphine dont le facteur de conversion (en dose per os, c'est-à-dire par voie orale) est de 1,5 à 2 soit 10 mg de morphine = 5 mg d'oxycodone. La morphine reste l'antalgique de première intention en cas de douleur intense, cependant, en cas d'échec ou d'intolérance à la morphine, ou dans le cas d’une douleur neuropathique, l'oxycodone peut s’avérer être un traitement de première intention, et est une alternative dans le processus de rotation des opioïdes, rotation nécessaire pour éviter la tolérance à la plupart des opioïdes et l'augmentation des doses qui en découle.
Cependant, si en France elle est relativement peu utilisée en dehors du cadre du traitement de la douleur cancéreuse, en Amérique du Nord, il n'en est pas de même. En effet, le cadre de prescription des analgésiques de niveau III est beaucoup plus large au Canada et aux États-Unis. Ainsi, on l'utilise pour traiter des douleurs postopératoires modérées, par exemple, ou des douleurs lombaires ou dorsales, etc. Le système d’accès à l’oxycodone se veut plus sécurisé en France, dans le but de réduire le risque des dérives observées en Amérique du Nord.
Le 22 mai 2023, la Société Française de Pharmacologie et de Thérapeutique (SFPT) a lancé une mise en garde sur l'augmentation « inquiétante » ces dernières années du nombre de patients en France ayant recours à l’oxycodone (+738% depuis 2006) par prescription médicale alors qu'elle ne présente pas d'avantage pharmacologique par rapport à la morphine. La Nouvelle Aquitaine et la Bretagne sont particulièrement touchées,,,.

### Formes commerciales
- Belgique : OxyContin, OxyNorm (Mundipharma) ; générique : Oxycodon (Sandoz) ;
- France : OxyContin, OxyNorm, OxyNormORO, Oxsynia (Mundipharma) ;
  - OxyContin LP : 5 mg, 10 mg, 20 mg, 30 mg, 40 mg, 60 mg, 80 mg, 120 mg ;
  - OxyNorm :
    - Voie orale, gélule : 5 mg, 10 mg, 20 mg ;
    - Solution injectable : 10 mg/ml, 50 mg/ml ;

  - OxyNormORO : 5 mg, 10 mg, 20 mg ;
  - Oxsynia (en association avec de la naloxone) : 2,5/1,25mg, 5/2,5mg, 10/5mg, 15/7,5mg, 20/10mg, 30/15mg, 40/20mg
- Canada : Supeudol, Percocet, Percodan, OxyNEO, oxycodone ;
- Suisse : OxyContin, Oxynorm (Mundipharma) ;
- On rencontre également dans certains pays, comme les États-Unis, l'oxycodone en association avec l'aspirine ou le paracétamol.

## Usage détourné ou abusif
L'oxycodone peut provoquer une très forte dépendance, une addiction et un trouble addictif, même en l'absence d'antécédents d'addiction ou de prédisposition.
Depuis quelques années, un autre comprimé d'oxycodone à action rapide est disponible sous l'appellation commerciale Supeudol et Oxy IR ; chaque comprimé contient 5, 10 ou 20 mg d'oxycodone. Une forme posologique d'oxycodone à action prolongée est aussi disponible ; chaque comprimé contient de 5 à 120 mg d'oxycodone. Ce produit à action prolongée se vend sous l'appellation commerciale OxyContin et est formulé pour libérer de l'oxycodone sur une longue période. Or, s'il est écrasé, croqué, prisé ou injecté, l'oxycodone sera libérée et absorbée plus rapidement, produisant un effet d'euphorie plus fort, semblable à celui de l'héroïne.  À l'instar d'autres opioïdes, cependant, le mésusage, l'abus, et dans une certaine proportion l'usage thérapeutique peuvent facilement entraîner la dépendance et la tolérance à l'oxycodone, d'où le besoin de consommer plus souvent et à plus fortes doses. La dépendance et l'addiction qu'entraîne l'oxycodone sont semblables à celles de l'héroïne, extrêmement fortes.
Depuis la fin des années 1990 et dans les années 2000, les cas d'addiction à l'oxycodone ont été en constante augmentation en Amérique du Nord, et dans une autre mesure en Europe, ainsi que le nombre d'hospitalisations qui en découle. L'addiction à l'OxyContin est devenue un problème de santé publique majeur aux États-Unis et au Canada. En 2012, au Canada, Purdue Pharma, la firme pharmaceutique distribuant l'OxyContin a décidé de créer l'OxyNEO, un médicament contenant les mêmes dosages d'oxycodone, mais étant plus difficile à s'injecter, tentant ainsi de limiter les phénomènes alarmants de dépendance et d'addiction à l'oxycodone au Canada. 
Toutefois, cette reformulation qui rend son abus plus difficile a provoqué des phénomènes de report sur d'autres opïoides forts qui sont restés faciles à abuser, comme l'hydromorphone (HydroMorph Contin, Dilaudid), et plus récemment le fentanyl. Ce report s'est progressivement fait sur des opïoides vendus dans la rue comme l'héroïne et le fentanyl (et ses dérivés). Ce dernier, étant 100 fois plus puissant, et dont la qualité et la pureté sont très variables d'un lot à un autre, a accéléré l'augmentation des incidents de surdosage et de mort. Il a également eu pour effet d'augmenter les méfaits qui sont commis par ses usagers, car le fentanyl a une demi-vie d'élimination très courte, ce qui accentue encore leur précarité et les oblige à s'en procurer à des intervalles de plus en plus réguliers pour éviter les symptômes de manque.

## Alertes spéciales
En 2016, la FDA (Food and Drug Administration) a émis une alerte spéciale concernant les médicaments antidouleurs de la classe des opiacés (dont fait partie l'oxycodone), afin d'informer le public sur certaines interactions médicamenteuses nouvelles pouvant provoquer de graves problèmes de santé. Parmi celles-ci se trouvent le syndrome sérotoninergique ; la diminution de production du cortisol par les glandes surrénales ; et la diminution des niveaux d'hormones sexuelles, pouvant conduire à une baisse importante de la libido, à l'impuissance et même à l'infertilité.
La FDA exigera maintenant[Quand ?] un nouvel étiquetage pour tous les médicaments opioïdes, afin d'informer les usagers des risques encourus. De plus, l'ajout d'informations sur l'emballage devra être fait sur les médicaments opioïdes à action rapide (Canada : OxyIR, supeudol, endocet, percocet, percodan ; États-Unis : vicodin, etc.) à propos des risques de forte dépendance physique, psychologique et d'addiction, risques de décès et de surdosage entraînant la mort. Ces indications devront être suivies de la mention suivante : à cause de ces forts risques, tous les médicaments opioïdes à libération rapide doivent être réservés aux douleurs sévères exigeant la prescription desdits médicaments ou dans l'optique où les options thérapeutiques alternatives sont non tolérées ou inadéquates.

## Dépendance, addiction et symptômes de sevrage
L'oxycodone est un des médicaments opioïdes les plus puissants en termes de dépendance physique et psychologique avec l'hydromorphone et nouvellement, de par sa disponibilité en comprimés de fabrication « drogue de rue », le fentanyl. Chaque année, elle est responsable de nombreux décès par surdosage ou par dépendance (200 000 morts aux États-Unis entre 2000 et 2016 pour l'ensemble des opioïdes, dont une part majoritaire pour l'Oxy-Contin et le Fentanyl. Cette épidémie a été favorisée par des indications doublement fallacieuses : un risque addictif annoncé  de moins de 1 % (constat a posteriori beaucoup plus élevé), et une durée d'action de 12 h qui se révèlera bien plus courte en réalité (entre 6 et 9 h en moyenne). Ainsi les patients souffrant de douleur intenses étaient donc incités, soit par leur prescripteur, soit d'eux-mêmes, à reprendre des comprimés d'Oxy-Contin au bout de quelques heures pour soulager leurs douleurs réfractaires, favorisant l'émergence d'addiction et de dépendance.
Le laboratoire fabricant de l'Oxycontin incitait (parfois financièrement) les médecins à augmenter la dose de leurs patients qui se retrouvaient dans ce cas, invoquant la survenue de ce qu'ils présentaient comme une « pseudo-addiction » qu'ils prétendaient être l'expression de douleurs qui n'étaient pas suffisamment traitées, qui nécessitaient ainsi l'augmentation du dosage. Phénomène pernicieux qui menait à une progression continue des dosages, qui atteignaient rapidement des niveaux très élevés. Ce comportement délétère était ainsi consciemment encouragé par le fabricant de l'Oxycontin en réponse à un défaut de conception de leur produit. Il est donc nécessaire de le différencier de celui du toxicomane qui augmente son dosage à la recherche d'un effet euphorique.
Le risque d'éprouver des symptômes de sevrage sévères est élevé, particulièrement si une personne en fait usage quotidiennement et en fait l'arrêt de manière abrupte. Médicalement, en France plus particulièrement, une des raisons de limiter son usage à 28 jours est d'en limiter la survenue de  dépendance, d'accoutumance physique et d'addiction. Lorsque l'arrêt est envisagé, une réduction graduelle doit être faite sur une période relativement prolongée, tout dépendant du dosage et du temps de prise du patient ou du consommateur. Lorsque l'usage est fait de manière récréative, ou l'usage est thérapeutique, sur une longue durée et/ou avec des doses élevées, il n'est pas rare de voir des rechutes, et l'abstinence à long terme n'en est que rendue plus difficile.
Les symptômes de sevrage sont, entre autres : l'anxiété (fréquent), dépression avec idéations suicidaires (fréquence indéterminée), sudations (fréquent), douleurs sévères – particulièrement aux membres inférieurs/tibias – (fréquent), anorexie — perte d'appétit et de poids — (fréquent), diarrhées profuses (fréquent), insomnie (fréquent), faiblesse musculaire (fréquent), cauchemars, importante perte d'énergie pouvant perdurer sur plusieurs mois, nausées, vomissements, etc.
Il est à noter que l'oxycodone se transmet au fœtus d'une femme enceinte et que des syndromes de sevrage ont été observés chez des nouveau-nés portés par des mères consommatrices en fin de grossesse. On parle de syndrome de sevrage néonatal.